# 太田元達惟長
タイトルの漢字に間違いがあり、本来は”玄達”が正しい。太田玄達惟長（おおたげんたつこれなが）は、江戸時代の奥医者。小児科医師。正徳元年（1711年）生まれ。安永2年（1773年）御目見え医師。明和6年（1769年）より勤める。玄達惟長は、小児医師として優れていたので、10代将軍徳川家治に起用され、家治の子供、万寿姫を診療。安永3年（1774年）9月30日没す。64歳。信康山龍泉寺（港区南青山2-8-25）に墓がある。

## 太田玄達惟長子孫
- 太田惟能（これよし）岩の助、玄達。
  - 玄達惟長の子、元文3年（1738）生まれる。安永9年（1780）12月1日、初めて10代将軍徳川家治に拝謁。寛政4年（1792）7月15日、11代将軍徳川家斉の子供、竹千代を診療し、11月19日召されて御番医師に列し、扶持米200俵を賜う（55歳）。同5年2月18日寄合医師となり、大奥に仕し、5月21日奥詰医師に進み、22日竹千代に附属し、のち竹千代の逝去により7月16日に奥詰医師に復し、8月8日先に竹千代診療の時に日夜勤労せしにより、白銀10枚を賜う。9月15日若君家慶に附属せられ，12月16日法眼に叙せられる。同8年4月28日、先に家斉子供敦之助君生誕の時、勤めにより、白銀30枚を賜う。文化2年（1805）1月28日に没す。68歳。

- 太田惟刻（これまず）蔓(しげる)、元達、元禮、惟巌。
  - 惟能の子、安永元年(1772)生まれる。寛政8年(1796)3月15日、25歳の時、11代将軍徳川家斉に拝謁す。天保2年(1831)4月19日職を解かる。同8年(1837)11月寄合医師太田玄達致仕して養子元禧に家督をゆずる。天保8年(1837)12月12日没す。

- 太田元禧(げんき)通称　惟隆
  - 文化14年(1817)生まれる。天保8年(1837)11月16日太田惟刻の養子となる。実父鹿倉以仙、寄合医師。石高200俵。小児科。天保8年(1837)11月16日父惟刻(これまず)致仕して家を継ぐ。同14年寄合医師から奥詰医師。安政7年(1856)7月19日没す。44歳。

- 太田元禮道精
  - 万延元年(1860)12月15日部屋住から召しだされ奥詰を仰せ付けられる。文久元年(1861)5月6日父の家督を継ぐ。元治元年(1864)12月2日、慶応4年(1868)奥詰医師。明治14年(1881)3月24日没す。

- 太田和太郎
  - 生年不詳。大正4年(1915)6月朝鮮にて没す。妻ます　昭和20年(1945)11月没す。63歳。長女しのぶ(坂本家に嫁す)、長男精作。

- 太田精作
  - 和太郎の子。大正3年(1914)生まれ。平成8年(1996)9月27日没す。82歳。長男和紀、長女昌子、次女ふじ子。

- 太田和紀
  - 精作の子。昭和15年(1940)11月生まれ。 平成25年(2013)10月28日 没す。73歳。長女賀子、次女陽子、三女晶子

- 渋江長伯
  - 渋江長伯(しぶえちょうはく)は、太田玄達惟長の四男として宝暦10年(1760)生まれる。安永7年(1778)渋江陳胤(よしたね)の養子となり、同8年(1779)4月8日家督相続、寄合医師、３００俵10人扶持。
  - 長伯は安永8年(1779)8月、10代将軍徳川家治に拝謁。寛政4年(1792)2月2日昌平校入門。寛政5年12月20日奥詰医師。(中略)。天保元年(1830)4月19日没。享年71歳。墓所は新宿区河田町の月桂寺。
  - 業績

1. 江戸の幕府薬園の管理　寛政7年(1795)頃以降
2. 蝦夷(えぞ)地への動植物採集行　寛政11年(1799)
3. フランス人ショメールの百科事典蘭語版の購入と和訳(厚生新編)を進言し、実行される。また、ガラス製法を試し、硝子器を作る。
4. 甲州、駿河、伊豆、相模への採取行　文化6年(1809)
5. 綿羊飼育と毛織物の製造を幕府に進言、文化14年(1817)頃清国から輸入した綿羊を巣鴨薬園で飼育、繁殖させる。
6. 腊葉標本の作成　寛政11年(1799)に採集した蝦夷地産植物の腊葉帖「北遊草木帖」から文化9年(1812)に作成された「壬申花帖」まで、日本人が作成した腊葉標本として最も古い時期に属するものが多数残っている。